# Preis des Europäischen Buches
Der Preis des Europäischen Buches, offizielle Bezeichnung: Prix du livre européen, wurde 2007 gegründet und wird jährlich verliehen. Er wird von Jacques Delors, dem ehemaligen Präsidenten der EU-Kommission, unterstützt und zeichnet Werke aus, die sich mit der Thematik Europa auseinandersetzen und in einem der 28 Mitgliedstaaten der EU im vergangenen Jahr veröffentlicht wurden. Die Auszeichnung hat zum Ziel, die europäischen Werte zu fördern und dazu beizutragen, Europa den Bürgern näherzubringen.

## Auszeichnung
Begründet wurde der Preis des Europäischen Buches durch France Roque (Public-Relations-Direktor des Nouvel Observateur und Mitbegründer der Editions Saint-Simon, Publishing), Luce Perrot (Gründer und Präsident der Vereinigung Lire la Politique und Veranstalter verschiedener Fachbuchmessen) und François-Xavier Priollaud (Mitbegründer der Editions Saint-Simon, Publishing und Dozent am Institut d’études politiques de Paris).
Der Preis wird jährlich verliehen und ist mit 10.000 Euro dotiert (Stand 2018). Zusätzlich werden die in die Auswahl einbezogenen Bücher in einer Shortlist bekanntgegeben.

## Unterstützerkomitee
Unter der Präsidentschaft von Jacques Delors versammelt es zwölf bekannte Persönlichkeiten, die für ihr proeuropäisches Engagement bekannt sind:
- Jean Daniel, Leiter und Gründer des Nouvel Observateur
- Étienne Davignon, ehemaliger Vizepräsident der EU-Kommission
- Dimitris Dimitriadis, Präsident des Europäischen Wirtschafts- und Sozialausschusses
- Paavo Lipponen, finnischer Premierminister von 1995 bis 2003
- Denis Mac Shane, britischer Minister der europaïschen Angelegenheiten von 2002 bis 2005, Member of Parliament
- Pierre Mauroy, Senator, Präsident der Jean-Jaurès-Stiftung, ehemaliger französischer Premierminister, Ratsherr in Lille seit 2001
- Hans-Gert Pöttering, Präsident des Europäischen Parlaments seit Januar 2007
- Jorge Sampaio, Präsident der portugiesischen Republik von 1996 bis 2006, wurde kürzlich von den Vereinten Nationen zum “Generalsekretär der Allianz der Zivilisationen” nominiert
- Guy Verhofstadt, Premierminister Belgiens von 1999 bis 2008
- Walter Veltroni, Oberbürgermeister von Rom von 2001 bis 2008
- Vaira Vīķe-Freiberga, Präsidentin Lettlands von 1999 bis Juli 2007

## Jury
Die Präsidenten der Jury waren:
- 2007: Henning Mankell
- 2008: Jorge Semprún
- 2009: Ezio Mauro
- 2010: Volker Schlöndorff
- 2011: Julian Barnes
- 2012: Costa-Gavras
- 2013: Bernard-Henri Lévy
- 2014: Radu Mihăileanu
- 2015: Erri De Luca
- 2016: Oliver Stone
- 2017: Florian Henckel von Donnersmarck
- 2018: Krzysztof Warlikowski
- 2019: Barbara Hendricks
- 2020: Carole Bouquet
- 2021: Adam Price
- 2022: Tiago Rodrigues
- 2023: Giuliano da Empoli

Die erste Jury 2007 wurde von Henning Mankell geleitet; sie bestand aus zehn Journalisten, die ständige Auslandskorrespondenten in Brüssel sind und aus den verschiedenen Mitgliedstaaten stammen:
- Andrea Bonanni, La Repubblica
- Bernard Bulcke, De Standaard
- Thomas Ferenczi, Le Monde
- Rolf Gustavson, Svenska Dagbladet
- Thomas Klau, Financial Times Deutschland
- Jurek Kuczkiewicz, Le Soir
- Jarek Kurski, Gazeta Wyborcza
- Jean Quatremer, Libération
- David Rennie, The Economist
- Xavier Vidal Folch, El País
- Marek Beylin, Gazeta

## Preisträger
| Jahr | Kategorie            | Title | Author                  | Nationalität           |
| ---- | -------------------- | --- | ----------------------- | ---------------------- |
| 2007 |                      | De Verenigde Staten van Europa: manifest voor een nieuw Europa | Guy Verhofstadt         | Belgien                |
| 2008 |                      | Postwar: A History of Europe Since 1945 (Die Geschichte Europas von 1945 bis zur Gegenwart)                                                                                  | Tony Judt               | Vereinigtes Königreich |
| 2009 | Roman                | Gottland | Mariusz Szczygieł       | Polen                  |
| 2009 | Essay                | L'Europe pour les Nuls (Europa für Dummies) | Sylvie Goulard          | Frankreich             |
| 2010 | Roman                | Puhdistus (Fegefeuer) | Sofi Oksanen            | Finnland               |
| 2010 | Essay                | La bellezza e l'inferno (Die Schönheit und die Hölle) | Roberto Saviano         | Italien                |
| 2011 | Roman                | Haltet euer Herz bereit: eine ostdeutsche Familiengeschichte | Maxim Leo               | Deutschland            |
| 2011 | Essay                | My z Jedwabnego | Anna Bikont             | Polen                  |
| 2012 | Roman                | Wie die Madonna auf den Mond kam | Rolf Bauerdick          | Deutschland            |
| 2012 | Essay                | Le passage à l’Europe. Histoire d’un commencement | Luuk van Middelaar      | Niederlande            |
| 2013 | Roman                | Riña de gatos (Katzenkrieg) | Eduardo Mendoza Garriga | Spanien                |
| 2013 | Essay                | Ces Français, fossoyeurs de l’euro | Arnaud Leparmentier     | Frankreich             |
| 2014 | Roman                | La robe de Hannah. Berlin 1904–2014 | Pascale Hugues          | Frankreich             |
| 2014 | Essay                | Turbulent and Mighty Continent: What Future for Europe? | Anthony Giddens         | Vereinigtes Königreich |
| 2015 | Roman                | Vera | Jean-Pierre Orban       | Belgien                |
| 2015 | Essay                | Der Europäische Landbote | Robert Menasse          | Österreich             |
| 2016 | Roman                | El impostor (Der falsche Überlebende) | Javier Cercas           | Spanien                |
| 2016 | Essay                | Le Plus et le Moins | Erri De Luca            | Italien                |
| 2017 | Roman                | Zink | David Van Reybrouck     | Belgien                |
| 2017 | Essay                | Si la démocratie fait faillite | Raffaele Simone         | Italien                |
| 2018 | Roman                | Les Amnésiques (Die Gedächtnislosen – Erinnerungen einer Europäerin) | Géraldine Schwarz       | Frankreich             |
| 2018 | Essay                | Orbán. Europe’s New Strongman (Orbans Ungarn) | Paul Lendvai            | Ungarn, Österreich     |
| 2018 | Sonderpreis der Jury | East West Street: On the Origins of “Genocide” and “Crimes Against Humanity” (Rückkehr nach Lemberg. Über die Ursprünge von Genozid und Verbrechen gegen die Menschlichkeit) | Philippe Sands          | Vereinigtes Königreich |
| 2019 | Roman                | Middle England | Jonathan Coe            | Vereinigtes Königreich |
| 2019 | Essay                | Nous l’Europe, banquet des peuples | Laurent Gaudé           | Frankreich             |
| 2020 | Roman                | Es geschah am ersten September (oder ein andermal) | Pavol Rankov            | Slowakei               |
| 2020 | Sonderpreis der Jury | Die letzte Grenze – Am Rand Europas, in der Mitte der Welt | Kapka Kassabova         | Bulgarien              |
| 2021 | Roman                | Niki | Christos Chomenidis     | Griechenland           |
| 2022 | Roman                | M, l’homme de la providence (Der Mann der Vorsehung) | Antonio Scurati         | Italien                |
| 2023 | Roman                | Die Erweiterung | Robert Menasse          | Österreich             |

## Short list

### 2007
- Peter Prange: Werte, von Plato bis Pop alles, was uns verbindet
- Ulrich Beck, Edgar Grande: Das Kosmopolitische Europa
- Matthias Matussek: Wir Deutschen
- Guy Verhofstadt: Les Etats-Unis d'Europe
- Janine Dragustinova: Morta Nctopnr
- Alex Popov: Mission Londres
- Jorge Semprún: Pensar en Europa
- Josep M. Colomer: Grandes imperios, pequenas naciones
- Sylvie Goulard: Le coq et la perle
- Philippe Herzog: Le bonheur du voyage
- Leerssen Joep: National thought in Europe : a cultural history
- Donald Sassoon: The culture of Europeans – from 1800 to the present
- Mark Leonard: Why Europe will run the 21st century
- Anika Strom Melin: Europeerna

### 2008
- Feri Lainšček: Nedotakljivi
- Steffen Möller: Viva Polonia
- Bronislav Geremek und Robert Picht: Visions d’Europe
- Thomas Ferenczi: Pourquoi l’Europe
- Dominique Borne, Peter Brook und Michel Deguy: Les arpenteurs de l’Europe
- Jean-François Mattéi: Le regard vide
- Christian Vandermotten und Bernard Dezert: L’identité de l’Europe
- Jürgen Habermas: Ach Europa
- Tony Judt: Postwar

### 2009
- Björn Larsson: Le rêve du philologue
- Jáchym Topol: Zone cirque
- Jean Paul Kauffmann: Courlande
- Marc Bressant: La dernière conférence
- Kapka Kassabova: Street Without a Name
- Jean François Dauven: Ceux qui marchent dans les villes
- Joseph Pearce: La Constitution européenne en vers, terres de promesse
- Jacques Dewitte: L’exception européenne, ces mérites qui nous distinguent
- Per Nyholm: Europaeerne-reportager fra en rejse I Europas erindring
- Sylvie Goulard: L’Europe pour les nuls
- Marius Szczygiel: Gottland

### 2010
- Tom Keve: Trois explications du monde
- Per Olov Enquist: Ett annat liv (Ein anderes Leben)
- Andrzej Stasiuk: Dojczland
- Hugo Hamilton: Disguise
- Vesko Branev: L’homme surveillé
- Paul Verhaeghen: Omega Mineur
- Ursula Prokop: Margaret Stonborough Wittgenstein
- Perry Anderson: The New-Old World
- Jean Marc Ferry: Le République crépusculaire. Comprendre le projet européen “in sensu cosmopolitico”
- Sylvie Schweitzer: Femmes au pouvoir, une Histoire de l’égalité professionnelle en Europe (XIXe-XXIe siècle)
- Tzvetan Todorov: La signature humaine
- José Enrique Ruiz-Domènec: Europa. Las claves de su historia
- Heinrich August Winkler: Geschichte des Westens. Von den Anfängen in der Antike bis zum 20. Jahrhundert
- Roberto Saviano: La bellezza e l’inferno (Die Schönheit und die Hölle)
- Sofi Oksanen: Puhdistus (Fegefeuer)

### 2011
- Jonathan Coe: The terrible privacy of Maxwell Sim (Die ungeheuerliche Einsamkeit des Maxwell Sim)
- Hugo Hamilton: Hand in the Fire (Der irische Freund)
- Dimitris Stefanakis: Days of Alexandria
- Ignacio Martínez de Pisón: El día de mañana
- Kenneth White: La carte de Guido
- Paolo Rumiz: Aux frontières de l’Europe
- Cécile Leconte: Understanding Euroscepticism
- Nicole Gnesotto: L’Europe a-t-elle un avenir stratégique?
- Franck Biancheri: Crise mondiale, en route pour le monde d’après
- Bo Strath und Hagen Schulz-Forberg: Political History of European Integration. The Hypocrisy of Democracy through Market
- Roland Siegloff: Reise zu den letzten Grenzen
- Anna Bikont: My z Jedwabnego
- Maxim Leo: Haltet euer Herz bereit: eine ostdeutsche Familiengeschichte

### 2012
- Antonio Muñoz Molina: La noche de los tiempos (Die Nacht der Erinnerungen)
- Ignacio Del Valle: Les démons de Berlin
- Eugenio Scalfari: Par la haute mer. Notes de lecture d’un Moderne
- Jürgen Habermas: Zur Verfassung Europas
- Rolf Bauerdick: Wie die Madonna auf den Mond kam
- Luuk van Middelaar: Le passage à l’Europe. Histoire d’un commencement

### 2013
- Luciana Castellina: Die Entdeckung der Welt
- Petros Markaris: Liquidations à la Grecque
- Vassilis Alexakis: L’Enfant Grec
- Yves Charles Zarka: Refaire l’Europe avec Jürgen Habermas
- Michel Aglieta und Thomas Brand: Un new deal pour l’Europe?
- Ulrich Beck: Das Deutsche Europa
- Arnaud Leparmentier: Ces Français, fossoyeurs de l’euro
- Eduardo Mendoza Garriga: Riña de gatos (Katzenkrieg)

### 2014
- Jonathan Coe: Expo 58
- Lola Lafon: La Petite Communiste qui ne souriait jamais
- Raffaele Simone: Les passions de l’âme
- Sébastien Maillard: Qu’avons-nous fait de l’Europe?
- Edgar Morin: Mes Berlin
- Ivan Klíma: My Crazy Century
- Pascale Hugues: La robe de Hannah. Berlin 1904–2014
- Anthony Giddens: Turbulent and Mighty Continent: What Future for Europe?

### 2015
- Ersi Sotiropoulos: Eva
- Lionel Duroy: Echapper
- Zygmunt Miłoszewski: Un fond de vérité
- Jean-Pierre Orban: Vera
- Robert Menasse: Der Europäische Landbote

### 2016
- Stefan Hertmans: Oorlog en terpentijn (Der Himmel meines Großvaters)
- Bogdan Teodorescu: Spada
- Giles Merritt: Slippery Slope
- Cécile Allegra: Le Salaire des enfants
- Sandro Gozi: Génération Erasmus
- Javier Cercas: El impostor (Der falsche Überlebende)
- Erri De Luca: Le Plus et le Moins

### 2017
- Marion Van Renterghem: Angela Merkel, l’ovni politique
- Edna O’Brien: The Little Red Chairs (Die kleinen roten Stühle)
- Éric Vuillard: L’ordre du jour
- Michael Köhlmeier: Das Mädchen mit dem Fingerhut
- Philipp Ther: Die neue Ordnung auf dem alten Kontinent. Eine Geschichte des neoliberalen Europa
- David Van Reybrouck: Zink
- Raffaele Simone: Si la démocratie fait faillite

### 2018
- Claude Martin: La diplomatie n’est pas un dîner de gala. Mémoires d’un ambassadeur.
- Lionel Duroy: Eugenia
- Eric-Emmanuel Schmitt: Madame Pylinska et le secret de Chopin
- Percy Kemp: La promesse d’Hector
- Peter Frankopan: The Silk Roads: A New History of the World (Licht aus dem Osten: Eine neue Geschichte der Welt)
- Géraldine Schwarz: Les Amnésiques (Die Gedächtnislosen – Erinnerungen einer Europäerin)
- Paul Lendvai: Orbán. Europe’s New Strongman
- Philippe Sands: East West Street: On the Origins of “Genocide” and “Crimes Against Humanity” (Rückkehr nach Lemberg. Über die Ursprünge von Genozid und Verbrechen gegen die Menschlichkeit)

### 2019
- Christine de Mazières: Trois jours à Berlin
- Luuk van Middelaar: Quand l‘Europe improvise
- Maxime Calligaro, Eric Cardère: Les compromis
- François Reynaert: Voyage en Europe
- Marion van Renterghem: Mon Europe, je t’aime moi non plus
- Jonathan Coe: Middle England
- Laurent Gaudé: Nous l’Europe, banquet des peuples